# 渡辺吉綱
渡辺 吉綱（わたなべ よしつな）は、江戸時代前期の大名。武蔵国野本藩初代藩主。伯太藩渡辺家初代。

## 略歴
慶長16年（1611年）、渡辺重綱の五男として誕生した。
元和9年（1623年）から徳川秀忠に仕え、3520石の知行を与えられた。後に中央詰、御書院番士、小姓組番頭、書院番頭を歴任する。寛文元年（1661年）11月8日、大坂定番となり、河内国内に1万石を与えられて1万3000石の大名となった。幕臣として、その後も重用された。
寛文8年（1668年）6月19日、死去。享年58。跡を三男の方綱が継いだ。